# Michaela Staniford
Pas d'image ? Cliquez ici

a Compétitions nationales et continentales officielles uniquement.

b Matchs officiels uniquement.
Michaela Staniford, née le 11 janvier 1987 à Oxford (Angleterre), est une joueuse internationale anglaise de rugby à XV et internationale de rugby à sept, de 1,74 m pour 67 kg, occupant les postes de centre et d'ailier.

## Biographie
En 2012, elle reçoit le Prix World Rugby dans la catégorie Meilleure joueuse du monde.

## Palmarès

### En équipe nationale
- 60 sélections en équipe d'Angleterre de rugby à XV
- participations au Tournoi des Six Nations

### Distinctions personnelles
- Élue Meilleure joueuse du monde en 2012.